# Oldsum
Oldsum è un comune di 553 abitanti dello Schleswig-Holstein, in Germania. Si trova sull'isola di Föhr.
Appartiene al circondario (Kreis) della Frisia Settentrionale (targa NF) ed è parte della comunità amministrativa (Amt) di Föhr-Amrum.